# Aheya
Aheya (kinesiska: 阿合亚乡, 阿合亚) är en köping i Kina. Den ligger i den autonoma regionen Xinjiang, i den nordvästra delen av landet, omkring 700 kilometer sydväst om regionhuvudstaden Ürümqi.
Genomsnittlig årsnederbörd är 233 millimeter. Den regnigaste månaden är juli, med i genomsnitt 48 mm nederbörd, och den torraste är mars, med 2 mm nederbörd.